# Ashton (Nebraska)
Ashton és una població dels Estats Units a l'estat de Nebraska. Segons el cens del 2000 tenia 237 habitants.

## Demografia
Segons el cens del 2000, Ashton tenia 237 habitants, 102 habitatges, i 67 famílies. La densitat de població era de 157,8 habitants per km².
Dels 102 habitatges en un 31,4% hi vivien nens de menys de 18 anys, en un 56,9% hi vivien parelles casades, en un 6,9% dones solteres, i en un 34,3% no eren unitats familiars. En el 31,4% dels habitatges hi vivien persones soles el 16,7% de les quals corresponia a persones de 65 anys o més que vivien soles. El nombre mitjà de persones vivint en cada habitatge era de 2,32 i el nombre mitjà de persones que vivien en cada família era de 2,97.
Per edats la població es repartia de la següent manera: un 25,7% tenia menys de 18 anys, un 5,5% entre 18 i 24, un 28,3% entre 25 i 44, un 20,3% de 45 a 60 i un 20,3% 65 anys o més.
L'edat mediana era de 40 anys. Per cada 100 dones de 18 o més anys hi havia 93,4 homes.
La renda mediana per habitatge era de 28.750 $ i la renda mediana per família de 32.969 $. Els homes tenien una renda mediana de 21.591 $ mentre que les dones 16.250 $. La renda per capita de la població era de 12.909 $. Aproximadament el 3,2% de les famílies i el 3,9% de la població estaven per davall del llindar de pobresa.

## Poblacions més properes
El següent diagrama mostra les poblacions més properes.